# Youm Seong
Youm Seong es un diplomático surcoreano.
Youm Seong se casó y tiene dos hijos.
Desde 1976, es Licenciado en Teología de la Universidad Católica Gwangju. Desde 1986 tiene un doctorado en Literatura Clásica de Universidad Pontificia Salesiana en Roma.
Ha ocupado los siguientes cargos: 
De 1986 a 1987: fue docente de Filosofía Medieval en la Universidad de Sogang.
De 1988 a 1989 fue Asistente de Estudios Exteriores de la Universidad Hankuk.
De 1989 a 1991 fue presidente del Instituto de Teología de la Universidad de Sogang.
De 1994 a 1997 fue presidente del Instituto Teológico de Woori.
De 1990 a 1996 fue profesor de filosofía en la Universidad de Sogang.
De 1994 a 1996 fue director del Instituto de Corea Medieval Filosofía.
De 1996 a 2003 fue director del Instituto de Estudios de Corea greco-romana.
Él habla italiano e Inglés.
El 04 de julio de 2003 Juan Pablo II, le recibió para la presentación de las cartas credenciales como embajador de Corea ante la Santa Sede.